# 茨木市立庄栄小学校
茨木市立庄栄小学校（いばらきしりつしょうえいしょうがっこう）は、大阪府茨木市にある公立の小学校。敷地内に茨木市立庄栄図書館があり、校舎と図書館の間は連絡通路が設けられている。

## 沿革
- 1975年4月 - 開校
- 同年8月 - プール完成
- 1976年2月 - 校歌制定

## 通学区域
- 茨木市 庄1丁目・2丁目、中総持寺町、総持寺駅前町（一部を除く）、橋の内2丁目の一部

卒業生は基本的に茨木市立三島中学校に進学する。

## 交通
- 阪急京都線総持寺駅下車 徒歩約3分